# Handbuch der Altertumswissenschaft

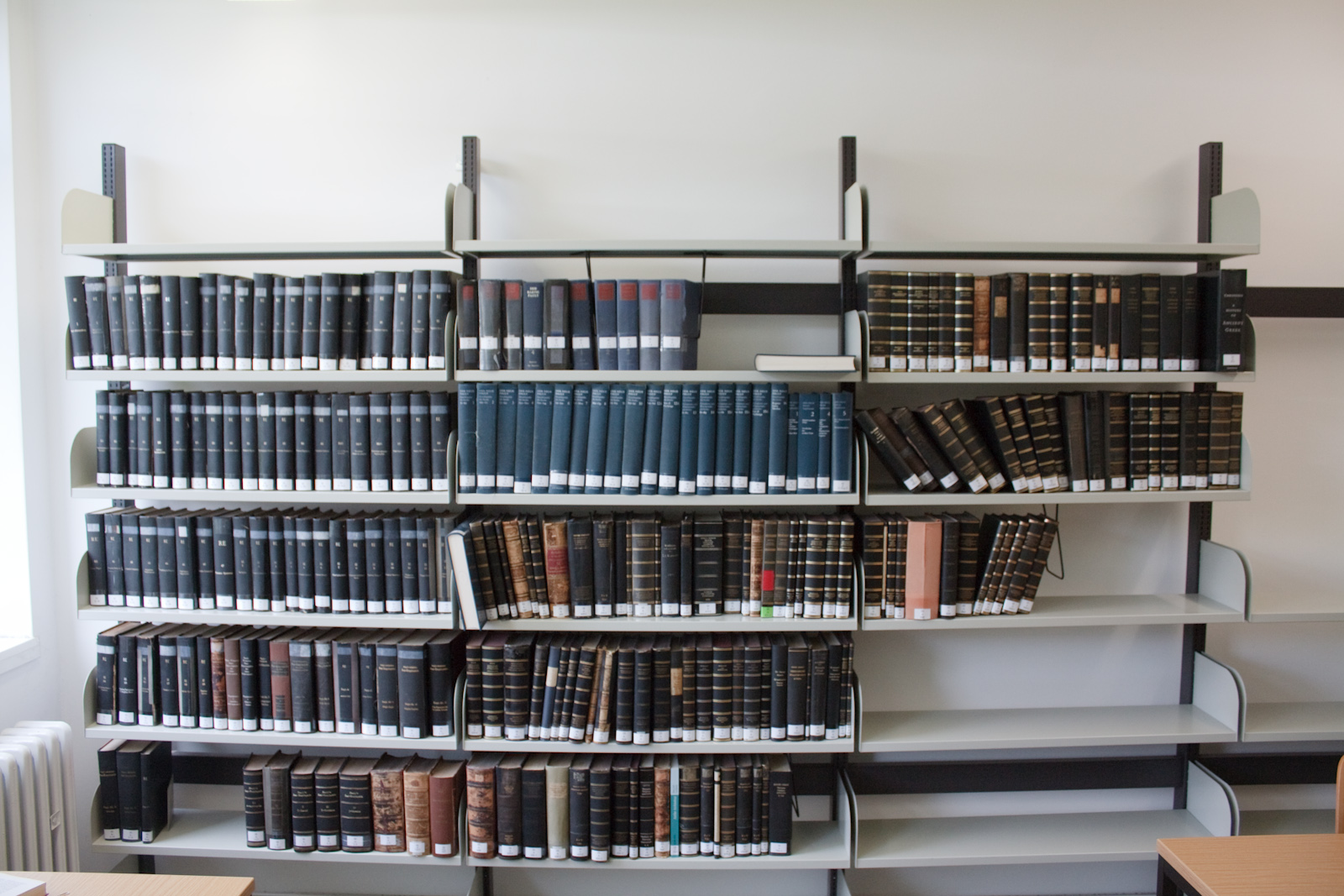
Das Handbuch der Altertumswissenschaft (rechts und Mitte unten) neben den Ausgaben von Paulys Realencyclopädie der classischen Altertumswissenschaft

Das Handbuch der Altertumswissenschaft (HdA, auch HdAW, HbAW oder HAW) ist eine Fachbuchreihe zu Themen des Altertums und der Altertumswissenschaften. In ihr erscheinen in unregelmäßigen Abständen Handbücher zu Einzelthemen der altorientalischen und antiken Geschichte und Kultur.
Begründet wurde das Werk als Handbuch der klassischen Altertums-Wissenschaft in systematischer Darstellung 1885 von Iwan von Müller, ab 1913 fortgesetzt von Robert von Pöhlmann, ab 1920 erweitert von Walter Otto und ab 1953 fortgeführt von Hermann Bengtson. Aktuelle Herausgeber sind Hans-Joachim Gehrke und Bernhard Zimmermann. Das Handbuch erscheint im Verlag C. H. Beck in München.
Anders als die zur selben Zeit konzipierte und begonnene Realencyclopädie der classischen Altertumswissenschaft (RE) wollte das HdA das Wissen der Zeit über das Altertum nicht alphabetisch, sondern im systematischen Zusammenhang darlegen. Jedoch beschränken sich die einzelnen Bände nicht wie die meisten anderen Handbücher auf die Darstellung des aktuellen Wissensstandes; im HdA wurden auch eigene, originäre Forschungsleistungen publiziert. Wie die RE ist das Werk ein Jahrhundertprojekt. Anders als bei dieser wurden viele Bände des Handbuches aktualisiert und auf den neuesten Stand gebracht. Das geschah durch Überarbeitungen oder durch völliges Neuverfassen der Teilbände.
Das Handbuch der Altertumswissenschaft erscheint in zwölf Abteilungen, Abteilung elf ist jedoch nicht besetzt.

## I. Einleitende und Hilfsdisziplinen
- 1. Ludwig von Urlichs: Einleitende und Hilfsdisziplinen. A. Grundlegung und Geschichte der Philologie; B. Hermeneutik und Kritik; C. Palaeographie; D. E. Epigraphik; F. Chronologie; G. Metrologie. 1886. - 2., sehr vermehrte, teilweise völlig neubearbeitete Auflage 1892
  - 1,1. Geschichte der Altertumswissenschaft (geplant, aber noch nicht erschienen)
  - 1,2. Wolfgang Speyer: Die literarische Fälschung im heidnischen und christlichen Altertum. Ein Versuch ihrer Deutung. 1971
  - 1,3. Theodor Birt: Kritik und Hermeneutik nebst Abriss des antiken Buchwesens. - 3., völlig neubearbeitete Auflage 1913
  - 1,4 Griechische und Lateinische Paläographie
    - 1,4,1. Wilhelm Schubart: Griechische Palaeographie. 1925. - unveränderter Nachdruck 1966
    - 1,4,2. Lateinische Paläographie (ein Band von Paul Lehmann war in Vorbereitung, ist aber nicht erschienen)

  - 1,5. Wilhelm Larfeld: Griechische Epigraphik. 2. Auflage 1892. - 3., völlig neubearbeitete Auflage 1914
  - 1,6. Römische Epigraphik (geplant, aber noch nicht erschienen)
  - 1,7. Wilhelm Kubitschek: Grundriss der antiken Zeitrechnung. 1928
  - 1,7. [Neubearbeitung:] Alan E. Samuel: Greek and Roman chronology. Calendars and years in classical antiquity. 1972
  - 1,8. Griechische Münzkunde (ein Band von Willy Schwabacher war in Vorbereitung, ist aber nicht erschienen[2])
  - 1,9.
    - 1,9,1. Metrik des Altertums (geplant, aber noch nicht erschienen)
    - 1,9,2. Musik des Altertums (geplant, aber noch nicht erschienen)

## II. Griechische und lateinische Sprachwissenschaft
später: Griechische Grammatik, Lateinische Grammatik, Rhetorik
- 2. Karl Brugmann: Griechische und lateinische Sprachwissenschaft. 1885. - 2., neubearbeitete Auflage 1890
  - 2,1. Karl Brugmann: Griechische Grammatik. (Lautlehre, Stammbildungs- und Flexionslehre und Syntax). - 3. Auflage, mit einem Anhang über Griechische Lexikographie von Leopold Cohn, 1900. - 4., vermehrte Auflage, bearbeitet von Albert Thumb 1913
  - 2,1. [Neubearbeitung:] Eduard Schwyzer: Griechische Grammatik
    - 2,1,1. Allgemeiner Teil, Lautlehre, Wortbildung, Flexion. 1939. - unveränderte Auflagen 1953, 1959, 1968, 1977, 1990
    - 2,1,2. Syntax und syntaktische Stilistik. Vervollständigt und herausgegeben von Albert Debrunner. 1950. - unveränderte Auflagen 1959, 1966, 1975, 1988. – 6. Auflage 2013
    - 2,1,3. Demetrius J. Georgacas: Register. 1953. - 2., verbesserte Auflage 1960. - Nachdrucke 1967, 1980, 2001
    - 2,1,4. Stellenregister. Hergestellt von Fritz Radt. Herausgegeben von Stefan Radt. 1971. - 2., erweiterte und verbesserte Auflage. 1994

  - 2,2. Friedrich Stolz, Joseph Hermann Schmalz: Lateinische Grammatik. Laut- und Formenlehre, Syntax und Stilistik ; mit einem Anhang über Lateinische Lexikographie. - 3. Auflage 1900. – 4. Auflage 1910
  - 2,2. [Neubearbeitung:] Manu Leumann u. a.: Lateinische Grammatik. Auf der Grundlage des Werkes von Friedrich Stolz und Joseph Hermann Schmalz
    - 2,2,1. Manu Leumann u. a.: Lateinische Laut- und Formenlehre. In 5. Auflage völlig neu bearbeitet. 1926–1928. - Nachdrucke 1963, 1977
    - 2,2,2. Anton Szantyr: Lateinische Syntax und Stilistik. Mit dem Allgemeinen Teil der Lateinischen Grammatik . 1965. - Verbesserter Nachdruck der 1. Auflage 1972
    - 2,2,3. Stellenregister und Verzeichnis der nichtlateinischen Wörter. Hergestellt von Fritz Radt und Abel Westerbrink. 1979

  - 2,3. Richard Volkmann, Hugo Gleditsch: Rhetorik und Metrik der Griechen und Römer. - 3. umgearbeitete Auflage. 1901
  - 2,3. [Neubearbeitung:] Josef Martin: Antike Rhetorik. Technik und Methode. 1974
  - 2,4. C. M. J. Sicking: Griechische Verslehre. 1993
  - 2,5. Peter Stotz: Handbuch zur lateinischen Sprache des Mittelalters
    - 2,5,1. Einleitung, Lexikologische Praxis, Wörter und Sachen, Lehnwortgut. 2002
    - 2,5,2. Bedeutungswandel und Wortbildung. 2000
    - 2,5,3. Lautlehre. 1996
    - 2,5,4. Formenlehre, Syntax und Stilistik. 1998
    - 2,5,5. Bibliographie, Quellenübersicht und Register. 2004

## III. Alter Orient, Griechische Geschichte, Römische Geschichte
- 3. Fritz Hommel u. a.: Geographie und politische Geschichte des klassischen Altertums. Mit einer Einleitung über die Geographie und Geschichte des Orients bis zu den Perserkriegen. 1889
  - 3,1. Grundriss der Geographie
    - 3,1,1. Fritz Hommel: Ethnologie und Geographie des alten Orients.
      - 3,1,1,1. 1904
      - 3,1,1,2. 1926

    - 3,1,3. Albrecht Alt u. a.: Kulturgeschichte des Alten Orients
      - 3,1,3,1. Hermann Kees: Ägypten. 1933
      - 3,1,3,2. Babylonien, Assyrien und die Nachbargebiete (geplant, aber noch nicht erschienen)
      - 3,1,3,3. Andere Gebiete des Alten Orients
        - 3,1,3,3,1. Albrecht Götze: Kleinasien. 1933. - 2. neubearbeitete Auflage 1957. - Nachdruck 1974
        - 3,1,3,3,2. Arthur Christensen: Die Iranier
        - 3,1,3,3,3. Syrien und Palästina (ein Band von Otto Eißfeldt war in Vorbereitung, ist aber nicht erschienen)
        - 3,1,3,3,4. Adolf Grohmann: Arabien. 1963

  - 3,2. Griechische Landeskunde
    - 3,2,1. Habbo Gerhard Lolling: Hellenistische Landeskunde und Topographie. 1889 (Geplant war eine Neubearbeitung namens „Hellenistische Landeskunde“ von Ernst Kirsten, die jedoch nicht erschienen ist.)
    - 3,2,2. Walther Judeich: Topographie von Athen. 1905. - 2., vollständig neubearbeitete Auflage 1931

  - 3,3. Römische Landeskunde
    - 3,3,1. Julius Jung: Grundriss der Geographie von Italien und dem Orbis Romanus. Mit alphabetischem Register. - 2., umgearbeitete und vermehrte Auflage 1897
    - 3,3,2. Otto Richter: Topographie der Stadt Rom. - 2., vermehrte und verbesserte Auflage 1901 (Geplant war eine Neubearbeitung von E. Welin, die jedoch nicht erschienen ist.)

  - 3,4. Robert Pöhlmann: Grundriss der griechischen Geschichte nebst Quellenkunde. - 2., völlig umgearbeitete und bedeutend vermehrte Auflage 1896. - 3. vermehrte und verbesserte Auflage 1906. - 4., vermehrte und verbesserte Auflage 1909. - 5., umgearbeitete Auflage: Griechische Geschichte und Quellenkunde 1914
  - 3,4. [Neubearbeitung:] Hermann Bengtson: Griechische Geschichte von den Anfängen bis in die römische Kaiserzeit, nebst Quellenkunde. 1950. - 2., durchgesehene und ergänzte Auflage 1960. - 3. Auflage 1965. - 4., durchgesehene und ergänzte Auflage 1969. - 5., durchgesehene und ergänzte Auflage 1977. - Nachdruck 1996
  - 3,5. Robert Pöhlmann: Grundriss der römischen Geschichte. - 2., umgearbeitete und vermehrte Auflage 1897: Benedictus Niese: Grundriss der römischen Geschichte nebst Quellenkunde. - 3., umgearbeitete und vermehrte Auflage 1906. - 4., verbesserte und vermehrte Auflage 1910. - 5. Auflage 1923 (neubearbeitet von Ernst Hohl)
  - 3,5. [Neubearbeitung:] Hermann Bengtson: Grundriss der römischen Geschichte mit Quellenkunde. Republik und Kaiserzeit bis 284 n. Chr. 1967. - 2., durchgesehene Auflage 1970. - 3., durchgesehene und erweiterte Auflage 1982
  - 3,6. Alexander Demandt: Die Spätantike. Römische Geschichte von Diocletian bis Justinian. 284-565 n. Chr. 1. Auflage 1989; 2. überarbeitete Auflage 2007
  - 3,7. Richard N. Frye: The history of ancient Iran. 1984
  - 3,8. Werner Huß: Geschichte der Karthager. 1985
  - 3,9. Dieter Flach: Römische Agrargeschichte. 1990
  - 3,10. Bernhard Maier: Geschichte und Kultur der Kelten. 2012
  - 3,11. Hartwin Brandt: Die Kaiserzeit. Römische Geschichte von Octavian bis Diokletian 31 v.Chr. - 284 n.Chr. 2021
  - Darüber hinaus waren für die dritte Abteilung Bände über die Etrusker (als Teil 6) und die Wirtschaftsgeschichte des Altertums (als Teil 7) geplant, die jedoch nicht erschienen sind.

## IV. Griechische Staatskunde, Heerwesen und Kriegführung der Griechen und Römer
- 4,1. Georg Busolt u. a.: Die griechischen Staats-, Kriegs- und Privataltertümer. 1887
  - 4,1,1. Georg Busolt: Die griechischen Staats- und Rechtsaltertümer. - 2., umgearbeitete und sehr vermehrte Auflage 1892
    - 4,1,1,1. Georg Busolt: Griechische Staatskunde. 1. Hälfte: Allgemeine Darstellung des griechischen Staates. 3., neugestaltete Auflage 1920. - Nachdrucke 1963, 1979
    - 4,1,1,2. Georg Busolt: Griechische Staatskunde. 2. Hälfte: Darstellung einzelner Staaten und der zwischenstaatlichen Beziehungen. Register, bearbeitet von Heinrich Swoboda (Text) und Franz Jandebeur (Register). 1926. - Nachdrucke 1961, 1963, 1972

  - 4,1,2. Iwan von Müller u. a.: Die griechischen Privat- und Kriegsaltertümer. 1893 (Geplant war eine Neubearbeitung von Walter Hatto Gross unter dem Titel Griechisches Privatleben im Altertum, die jedoch nicht erschienen ist)
- 4,2. Hermann Schiller u. a.: Die römischen Staats-, Kriegs- und Privataltertümer. 1887. - 2., umgearbeitete und vermehrte Auflage 1893
  - 4,2,2. Hugo Blümner: Die römischen Privataltertümer. 3., vollständig neubearbeitete Auflage 1911
- 4,3. Heerwesen, Kriegsführung und Theater
  - 4,3,2. Johannes Kromayer, Georg Veith: Heerwesen und Kriegführung der Griechen und Römer. 1928. - Nachdruck 1963
  - 4,3,3. Das Theater der Griechen und Römer. (geplant, aber noch nicht erschienen)

## V. Geschichte der Philosophie, Geschichte der Mathematik und Naturwissenschaften, Religionsgeschichte
- 5,1. Siegmund Günther u. a. (Bearb.): Geschichte der antiken Naturwissenschaft und Philosophie, mit Anhang: Wilhelm Windelband: Geschichte der alten Philosophie. 1888. - 2., sorgfältig durchgesehene Auflage unter der Bezeichnung: Wilhelm Windelband: Geschichte der alten Philosophie, mit Anhang: Sigmund Günther: Abriß der Geschichte der Mathematik und der Naturwissenschaften im Altertum. 1894
  - 5,1,1. Wilhelm Windelband: Geschichte der antiken Philosophie. - 3. Auflage, bearbeitet von Adolf Bonhöffer 1913. - Geschichte der abendländischen Philosophie im Altertum 4. Auflage, bearbeitet von Albert Goedeckemeyer 1923. - Nachdruck 1963
  - 5,1,2. Johan Ludvig Heiberg: Geschichte der Mathematik und Naturwissenschaften im Altertum. 1925. - Nachdruck 1960
- 5,2. Otto Gruppe: Griechische Mythologie und Religionsgeschichte. 2 Bände. 1906
- 5,2. [Neubearbeitung:] Martin P. Nilsson: Geschichte der griechischen Religion
  - 5,2,1. Die Religion Griechenlands bis auf die griechische Weltherrschaft. 1941. - 2., durchgesehene und ergänzte Auflage 1955. - 3. durchgesehene und ergänzte Auflage 1967. - Nachdrucke 1976, 1992
  - 5,2,2. Die hellenistische und römische Zeit. 1950. - 2., durchgesehene und ergänzte Auflage 1961. - 3., durchgesehene und ergänzte Auflage 1974. - 4., unveränderte Auflage 1988
- 5,3. Paul Stengel u. a.: Die griechischen Sakralaltertümer und das Bühnenwesen der Griechen und Römer. 1890. - 2., vermehrte und verbesserte Auflage unter dem Titel Die griechischen Kultusaltertümer 1898. - 3., zum großen Teil neubearbeitete Auflage 1920
- 5,4. Georg Wissowa: Religion und Kultus der Römer. 1902. - 2. Auflage 1912. - Nachdruck 1971
- 5,4. [Neubearbeitung:] Kurt Latte: Römische Religionsgeschichte. 1960. - 2. unveränderte Auflage 1967. - Nachdruck 1976
- 5,5. Antike Astrologie, Magie und Mantik. (ein Band von Wilhelm Gundel und Samson Eitrem war in Vorbereitung, ist jedoch nicht erschienen)

## VI. Handbuch der Archäologie
bis 1939: Archäologie der Kunst (herausgegeben von Walter Otto und Reinhard Herbig, zeitweiliger Herausgeber: Ulrich Hausmann)
- 6. Karl Sittl: Archäologie der Kunst. Nebst einem Anhang über die antike Numismatik. 1895
  - 6,1. Handbuch der Archäologie, Band 1.: Begriff und Geschichte, Die Quellen, Die Denkmäler, Allgemeine Literatur, Das Problem der Form, Die ältere Steinzeit, Der alte Orient (Ägypten und Vorderasien). Textband und Tafelband. 1939
  - 6,2. Handbuch der Archäologie, Band 2.: Jüngere Steinzeit und Bronzezeit in Europa und einigen angrenzenden Gebieten bis um 1000 v. Chr., Europäische Randkulturen im ersten Jahrtausend v. Chr. Textband und Tafelband. 1954
  - 6,3: Georg Lippold: Die griechische Plastik. 1950
  - 6,4: Andreas Rumpf: Malerei und Zeichnung der klassischen Antike. 1953

- Neubearbeitung seit 1969 außerhalb der alten Ordnungshierarchie des HdA:
  - Ulrich Hausmann (Hg.): Allgemeine Grundlagen der Archäologie. Begriff und Methode, Geschichte, Problem der Form, Schriftzeugnisse. 1969
  - Vorderasien
    - 1: Barthel Hrouda: Mesopotamien, Babylonien, Iran und Anatolien. 1971
    - 2: Palästina
      - 2,1: Helga Weippert u. a.: Palästina in vorhellenistischer Zeit. 1988
      - 2,2: Hans-Peter Kuhnen u. a.: Palästina in griechisch-römischer Zeit. 1990

  - Guntram Koch, Hellmut Sichtermann u. a.: Römische Sarkophage. 1982
  - Peter Zazoff: Die antiken Gemmen. 1983
  - Werner Fuchs, Josef Floren: Die griechische Plastik
    - Josef Floren: Die geometrische und archaische Plastik. 1987

  - Guntram Koch: Frühchristliche Sarkophage. 2000
  - Axel von Saldern: Antikes Glas. 2004

## VII. Geschichte der griechischen Literatur
seit 2011: Handbuch der griechischen Literatur der Antike
- 7. Wilhelm von Christ: Geschichte der griechischen Litteratur bis auf die Zeit Justinians. – 1889. - 2. vermehrte Auflage: Geschichte der griechischen Litteratur 1890. - 3., vermehrte und verbesserte Auflage 1898. - 4. revidierte Auflage, mit Anhang von 43 Porträtdarstellungen nach Auswahl von Adolf Furtwängler und Johannes Sieveking 1905
- [1. Neubearbeitung]
  - 7,1. Wilhelm von Christ: Klassische Periode der griechischen Litteratur. 5. Auflage 1908. - 6. Auflage, unter Mitwirkung von Otto Stählin bearbeitet von Wilhelm Schmid, 1912.
  - 7,2. Wilhelm von Christ: Die nachklassische Periode der griechischen Litteratur
    - 7,2,1. Von 320 vor Christus bis 100 nach Christus. 5. Auflage, unter Mitwirkung von Otto Stählin bearb. von Wilhelm Schmid 1911. - 6. Auflage, umgearbeitet von Otto Stählin und Wilhelm Schmid 1920. - Nachdrucke 1959, 1974
    - 7,2,2: Von 100 bis 530 nach Christus. 5. Auflage, unter Mitwirkung von Otto Stählin bearb. von Wilhelm Schmid 1913. - 6. Auflage, umgearbeitet von Otto Stählin und Wilhelm Schmid 1924. - Nachdrucke 1961, 1981
- [2. Neubearbeitung]: Wilhelm Schmid, Otto Stählin (Hrsg.): Geschichte der griechischen Literatur
  - 7,1. Wilhelm Schmid: Die klassische Periode der griechischen Litteratur
    - 7,1,1. Die griechische Literatur vor der attischen Hegemonie. 1929. - Nachdrucke 1959, 1974
    - 7,1,2. Die griechische Literatur zur Zeit der attischen Hegemonie vor dem Eingreifen der Sophistik. 1934. - Nachdrucke 1959, 1974
    - 7,1,3. Die griechische Literatur zur Zeit der attischen Hegemonie nach dem Eingreifen der Sophistik. 1. Hälfte: 1940. - Nachdruck 1961. 2. Hälfte, 1. Abschnitt: 1946. - Nachdrucke 1959, 1980. 2. Hälfte, 2. Abschnitt: 1948. - Nachdruck 1964

  - Für die griechische Literatur der nachklassischen Epoche hatten Wilhelm Schmid und Otto Stählin schon bei der ersten Neubearbeitung das Werk Wilhelm von Christs völlig umgestaltet, auch wenn die entsprechenden Auflagen (1911/1920 für Band 7,2,1 und 1913/1924 für Band 7,2,2) noch unter der Autorennennung „Wilhelm von Christ“ erschienen. Daher verfasste Schmid im Rahmen der zweiten Neubearbeitung nur die Abschnitte zur klassischen Epoche komplett neu.[3] Hierbei ist aber die Literatur des 4. Jahrhunderts v. Chr. weitgehend unberücksichtigt geblieben, deswegen musste hierfür bis zum Erscheinen der 3. Neubearbeitung (2011/14) auf Band 7,1 (1912) der 1. Neubearbeitung zurückgegriffen werden.
- [3. Neubearbeitung]: Bernhard Zimmermann (Hrsg.): Handbuch der griechischen Literatur der Antike
  - 7,1. Die Literatur der archaischen und klassischen Zeit. 2011
  - 7,2. Die Literatur der klassischen und hellenistischen Zeit. 2014
  - 7,3,1. Die pagane Literatur der Kaiserzeit und Spätantike. 2022

## VIII. Geschichte der römischen Literatur
- 8. Martin Schanz: Geschichte der römischen Literatur bis zum Gesetzgebungswerk des Kaisers Justinian. Überarbeitet von Carl Hosius (bekannt als „Schanz-Hosius“)
  - 8,1. Die römische Litteratur in der Zeit der Republik. 1890. - 2. Auflage 1898. - 3., ganz umgearbeitete und stark vermehrte Auflage 1907
    - 8,1,1. Von den Anfängen der Litteratur bis zum Ausgang des Bundesgenossenkriegs. 1907
    - 8,1,2. Vom Ausgang des Bundesgenossenkriegs bis zum Ende der Republik. 1909. - 4. neubearbeitete Auflage von Carl Hosius 1927. - Nachdrucke 1959, 1966, 1979

  - 8,2. Die Zeit vom Ende der Republik (30 v. Chr.) bis auf Hadrian (117 n. Chr.). 1892. - 2. Auflage: Die römische Litteratur in der Zeit der Monarchie bis auf Hadrian – 4., neubearbeitete Auflage von Carl Hosius: Die römische Literatur in der Zeit der Monarchie bis auf Hadrian. 1935. - Nachdrucke 1959, 1967, 1980
    - 8,2,1. Die augustische Zeit. 1899. - 3., ganz umgearbeitete und stark vermehrte Auflage 1911
    - 8,2,2. Vom Tode des Augustus bis zur Regierung Hadrians. 1901. - 3., ganz umgearbeitete und stark vermehrte Auflage 1913

  - 8,3. Die Zeit von Hadrian 117 bis auf Constantin 324. 1896. - 2. Auflage 1905. - 3., neubearbeitete Auflage, von Carl Hosius und Gustav Krüger 1922. - Nachdrucke 1959, 1969
  - 8,4. Die römische Litteratur von Constantin bis zum Gesetzgebungswerk Justinians
    - 8,4,1. Die Litteratur des vierten Jahrhunderts. 1904. - 2., vermehrte Auflage 1914. - Nachdrucke 1959, 1970
    - 8,4,2. Martin Schanz u. a.: Die Litteratur des fünften und sechsten Jahrhunderts. 1920. - Nachdrucke 1959, 1971

- [Neubearbeitung]: Reinhart Herzog u. a. (Hrsg.): Handbuch der lateinischen Literatur der Antike
  - 8,1. Werner Suerbaum (Hrsg.): Die archaische Literatur : von den Anfängen bis Sullas Tod. Die vorliterarische Periode und die Zeit von 240 bis 78 v. Chr. 2002
  - 8,4. Klaus Sallmann (Hrsg.): Die Literatur des Umbruchs. Von der römischen zur christlichen Literatur 117 bis 284 n. Chr. 1997
  - 8,5. Reinhart Herzog (Hrsg.): Restauration und Erneuerung. Die lateinische Literatur von 284 bis 374 n. Chr. 1989
  - 8,6,1. Jean-Denis Berger, Jacques Fontaine, Peter Lebrecht Schmidt (Hrsg.): Die Literatur im Zeitalter des Theodosius (374–430 n. Chr.). Erster Teil: Fachprosa, Dichtung, Kunstprosa. 2020
  - 8,6,2. Jean-Denis Berger, Jacques Fontaine, Peter Lebrecht Schmidt (Hrsg.): Die Literatur im Zeitalter des Theodosius (374–430 n. Chr.). Zweiter Teil: Christliche Prosa. 2020

## IX. Geschichte der lateinischen Literatur des Mittelalters
- 9,1. Karl Krumbacher: Geschichte der byzantinischen Litteratur von Justinian bis zum Ende des oströmischen Reiches (527-1453). 1891. - 2. Auflage, bearbeitet unter Mitwirkung von Albert Ehrhard und Heinrich Gelzer, mit Anhang: Heinrich Gelzer: Abriss der byzantinischen Kaisergeschichte, 1897
  - Dieser Band gilt als Vorläufer der XII. Abteilung Byzantinisches Handbuch.
- Für die Neukonzeption des Teils 9,1 war ein Band über das Fortleben der antiken Literatur im Mittelalter geplant, der jedoch nicht erschienen ist.
- 9,2. Max Manitius: Geschichte der lateinischen Literatur des Mittelalters
  - 9,2,1. Von Justinian bis zur Mitte des 10. Jahrhunderts. Mit Index. 1911. - Nachdrucke 1959, 1965
  - 9,2,2. Von der Mitte des 10. Jahrhunderts bis zum Ausbruch des Kampfes zwischen Kirche und Staat. 1923. - Nachdrucke 1959, 1965, 1976
  - 9,2,3. Vom Ausbruch des Kirchenstreites bis zum Ende des 12. Jahrhunderts. 1931. - Nachdrucke 1959, 1964, 1973

## X. Rechtsgeschichte des Altertums
- 10,1. Der Alte Orient
- 10,1,1. Die Keilschriftrechte Vorderasiens
- 10,1,2. Ägyptische Rechtsgeschichte
- 10,2. Erich Berneker: Griechische Rechtsgeschichte (nicht erschienen)
- 10,3 Das römische Recht
  - 10,3,1. Franz Wieacker: Römische Rechtsgeschichte
    - 10,3,1,1. Einleitung, Quellenkunde, Frühzeit und Republik. 1988
    - 10,3,1,2. Die Jurisprudenz vom frühen Prinzipat bis zum Ausgang der Antike im weströmischen Reich und die oströmische Rechtswissenschaft bis zur justinianischen Gesetzgebung: Ein Fragment. Aus dem Nachlass hrsg. von Joseph Georg Wolf. Mit einer Bibliographie von Ulrich Manthe unter Mitarbeit von Marius Bolten. 2006

  - 10,3,2. Staatsordnung und Staatspraxis der Römischen Republik. Der ursprüngliche Plan einer umfassenden Darstellung des Funktionierens der Römischen Republik konnte von ihrem Hauptautoren Wolfgang Kunkel nicht mehr fertiggestellt werden und wird nach Stand 2015 nicht weiterverfolgt; eine Skizze des geplanten interpretativen Ansatzes legte Christian Meier in diesem Jahr ersatzweise vor.[4]
    - 10,3,2,1. Dieser bisher nicht erschienene Band sollte „die Quellen, das Königtum, die Frühgeschichte der republikanischen Ordnung, die Bürgerschaft und ihre Gliederungen und de[n] Senat“ behandeln.[5]
    - 10,3,2,2. Wolfgang Kunkel, Roland Wittmann: Die Magistratur. 1995
    - 10,3,2,3. Dieser bisher nicht erschienene Band sollte die Funktionsweise der römischen Verfassung und das Ende der Republik behandeln.[5]

  - 10,3,3. Max Kaser: Das römische Privatrecht
    - 10,3,3,1. Das altrömische, das vorklassische und klassische Recht. 1955. - 2., neubearbeitete Auflage 1971
    - 10,3,3,2. Die nachklassische Entwicklung. 1959. - 2., neubearbeitete Auflage, mit Nachträgen zum 1. Abschnitt, 1975

  - 10,3,4. Max Kaser: Das römische Zivilprozessrecht. 1966. - 2., vollständig überarbeitete und erweiterte Auflage, neu bearbeitet von Karl Hackl, 1996
- 10,4. Das Recht der Papyri
  - 10,4,1. Hans Julius Wolff: Das Recht der gräko-ägyptischen Papyri.
  - 10,4,2. Artur Steinwenter: Das Recht der koptischen Urkunden. 1955
- 10,5. Das Recht der griechischen Papyri Ägyptens in der Zeit der Ptolemaeer und des Prinzipats
  - 10,5,1. Hans-Albert Rupprecht (Hrsg.): Bedingungen und Triebkräfte der Rechtsentwicklung. 2002
  - 10,5,2. Hans Julius Wolff: Organisation und Kontrolle des privaten Rechtsverkehrs. 1978

## XII. Byzantinisches Handbuch
- 12,1 Geschichte des byzantinischen Reiches
  - 12,1,1. Die geographischen und völkischen Grundlagen des byzantinischen Reiches. (ein Band von Ernst Kirsten und Franz Dölger war in Vorbereitung, ist aber nicht erschienen)
  - 12,1,2. Georg Ostrogorsky: Geschichte des byzantinischen Staates. 1940. - 2., durchgearbeitete Auflage 1952. - 3., durchgearbeitete Auflage 1963, (Auszüge online).
- 12,2 Byzantinische Literaturgeschichte
  - 12,2,1. Hans-Georg Beck: Kirche und theologische Literatur im byzantinischen Reich. 1959. - unveränd. Auflagen, 1977
  - 12,2,3. Hans-Georg Beck: Geschichte der byzantinischen Volksliteratur. 1971
- 12,3. Franz Dölger u. a.: Byzantinische Urkundenlehre
  - 12,3,1. Franz Dölger: Die Kaiserurkunden. 1968
- 12,4. Erich Schilbach: Byzantinische Metrologie. 1970
- 12,5. Herbert Hunger: Die hochsprachliche profane Literatur der Byzantiner.
  - 12,5,1. Philosophie, Rhetorik, Epistolographie, Geschichtsschreibung, Geographie. 1978
  - 12,5,2. Philologie, Profandichtung, Musik, Mathematik und Astronomie, Naturwissenschaften, Medizin, Kriegswissenschaft, Rechtsliteratur. 1978

## Geplante Ergänzungen und Überarbeitungen
Da einige Bände aufgrund ihres Alters nicht mehr dem aktuellen Forschungsstand entsprechen und zudem einige Bereiche der Altertumswissenschaften noch keine ausreichende Berücksichtigung in der Handbuchreihe gefunden haben, sollen einige Bände durch Neubearbeitungen ersetzt werden und weitere Bände hinzukommen. Nach Verlagsangaben sind folgende Neubearbeitungen geplant: Die Griechische Geschichte soll in drei Bänden (Band I: Minoisches, mykenisches und archaisches Griechenland, Band II: Klassisches Griechenland, Band III: Hellenismus) dargestellt werden. Eine Neubearbeitung der Römischen Geschichte soll in zwei Bänden (Band I: Republik, Band II: Kaiserzeit) erfolgen, wobei der von Hartwin Brandt verfasste Band über die Kaiserzeit 2021 bereits erscheinen konnte. Geplant sind zudem zwei Bände zur antiken Sozialgeschichte (Band I: Griechenland, Band II: Rom), ein Handbuch der antiken Wirtschaftsgeschichte, ein Handbuch der römischen Provinzen von Eckhard Meyer-Zwiffelhoffer, die Bände II, III, VI, VII und VIII der auf insgesamt acht Teilbände angelegten Darstellung der lateinischen Literatur sowie eine auf drei Bände angelegte griechische Literaturgeschichte (Band I: Archaische und klassische Zeit, Band II: Klassische Zeit bis zum Hellenismus, Band III: Kaiserzeit und Spätantike), von denen die ersten beiden Bände (2011 bzw. 2014) sowie der erste Teilband (2022) des auf zwei Teilbände angelegten dritten Bandes schon vorliegen.